# ياجو موريرا سيلفا
ياجو موريرا سيلفا (بالبرتغالية: Yago Moreira Silva‏) (28 أبريل 1994 في البرازيل - ) هو لاعب كرة قدم برازيلي في مركز جناح ‏. شارك مع منتخب البرازيل تحت 17 سنة لكرة القدم. أما مع النوادي، فقد لعب مع نادي فاسكو دا غاما وMinnesota United FC (2010–2016) ‏.

## وصلات خارجية
- ياجو موريرا سيلفا على موقع دوري كوريا الجنوبية (الإنجليزية)
- ياجو موريرا سيلفا على موقع قاعدة بيانات كرة القدم.إي يو (الإنجليزية)
- ياجو موريرا سيلفا على موقع Soccerway.com (الإنجليزية)